# Synagoge (Chodoriw)

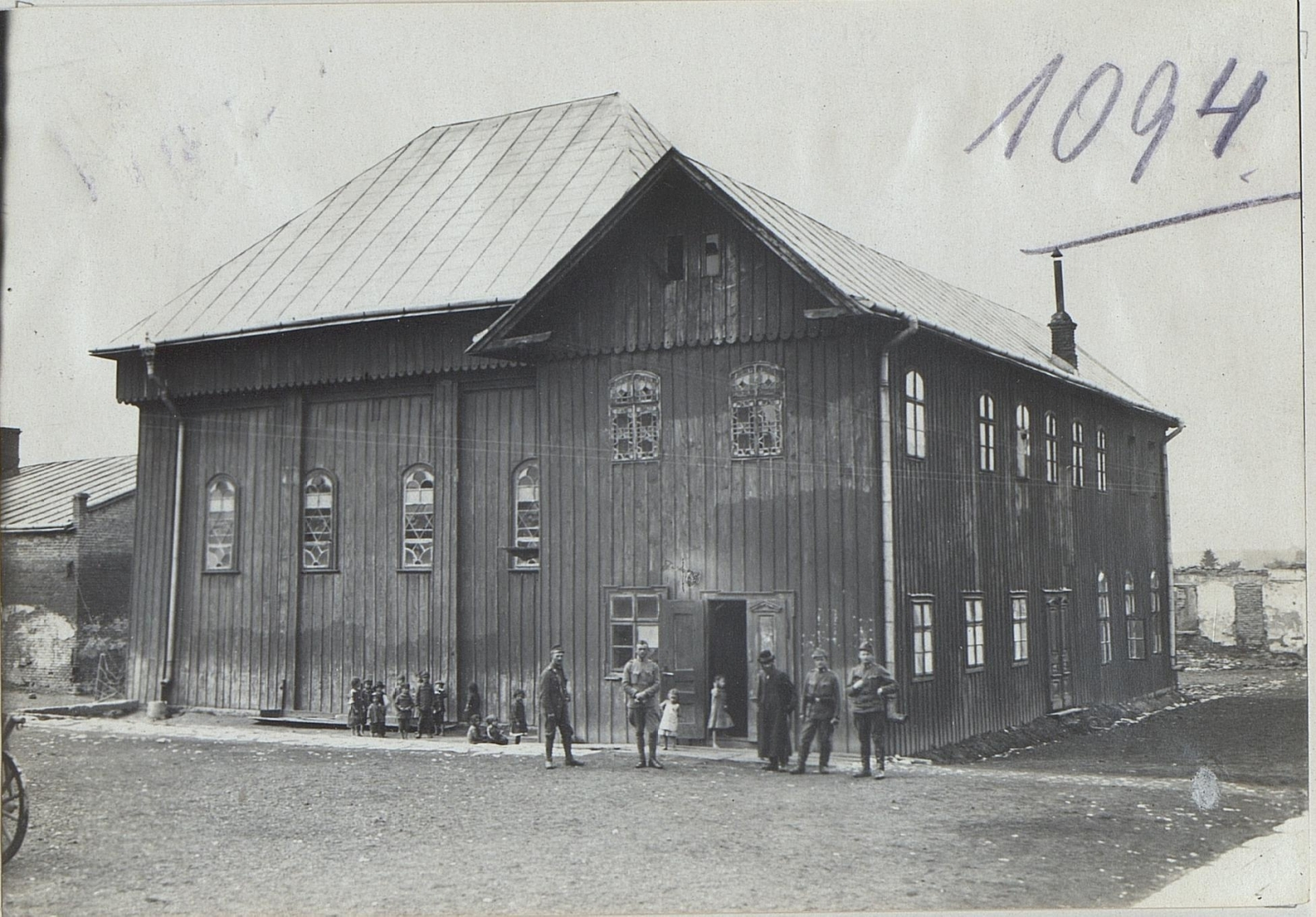
Synagoge in Chodoriw (zwischen 1914 und 1918), Aufnahme: k.u.k. Kriegspressequartier

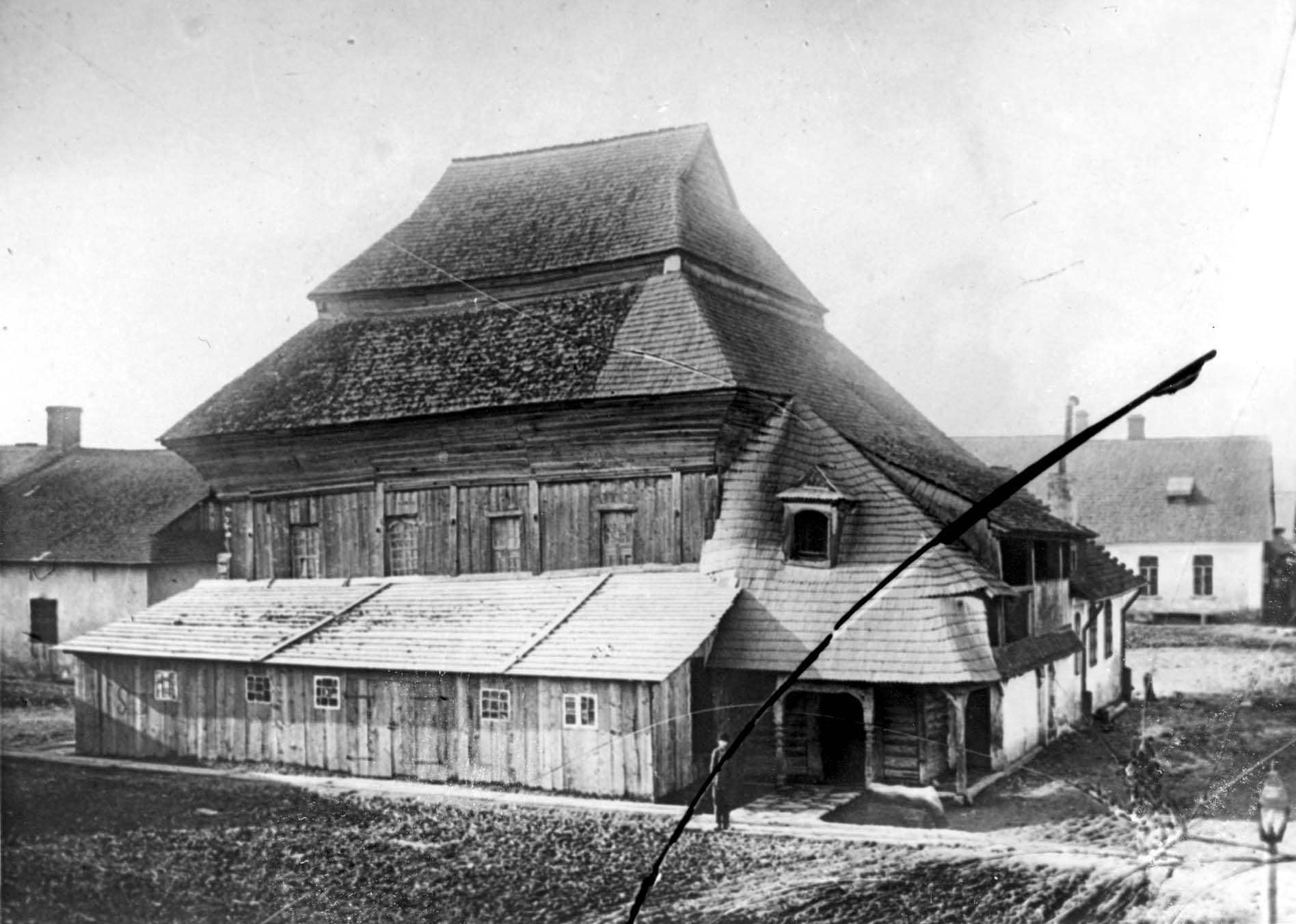
Synagoge vor dem Umbau (circa 1910)

Die hölzerne Synagoge in Chodoriw, einer Stadt in der Oblast Lwiw im Westen der Ukraine, wurde in der Mitte des 17. Jahrhunderts errichtet. Die Synagoge wurde im Zweiten Weltkrieg zerstört.

## Geschichte
Als frühestes Datum des Baus der Haupthalle der Synagoge wird 1642 angegeben. Die sie umgebenden Räume wurden im Laufe der Jahre hinzugefügt. Auch erfolgten dabei öfters umfangreiche Umbauten, die das äußere Erscheinungsbild veränderten, so wurde besonders durch eine ungeschickte Renovierung 1909/10 das Äußere des Bauwerks umgestaltet. Im Ersten Weltkrieg wurde sie durch ein von russischen Soldaten gelegtes Feuer beschädigt; die Schäden wurden aber ausgebessert. Im Zweiten Weltkrieg wurde sie 1941 von den deutschen Besatzern angezündet und zerstört.

## Architektur
Die Haupthalle war mit 12,00 × 12,75 m nahezu quadratisch. Die Höhe der Wände war 7,30 m; bis zur Gewölbespitze waren es 10,50 m. Das Dach war bis zur Renovierung stufenweise zurückspringend.
Die achteckige Bimah stand in der Nähe des Eingangs; bei den Restaurierungen 1909–1910 wurde die vermutlich hölzerne Konstruktion durch eine gusseinerne ersetzt.
Der Toraschrein wurde wahrscheinlich später als die Haupthalle errichtet. Er bestand aus zwei unterschiedlichen Teilen, die auch nicht gleich alt waren: dem Schrein selbst und einem flachen Rahmen mit Skulpturen, der an der Wand befestigt war.

## Gemälde
Ähnlich wie in der Synagoge in Hwisdez wurde das Gebäude kurz nach seiner Erbauung von Israel, Sohn von Mordechai Liśnicki aus Jaryczów mit mehrfarbigen Gemälden reich verziert.  Weitere Restaurierungen der Innenausmalung erfolgten 1895 und 1905.